# مفضل ضبی
مفضل ضبّی بن محمد بن یعلی بن عامر بن سالم (ابو العباس) راوی، ادیب، نحوی و لغوی، از دانشمندان کوفه آگاه به اشعار عرب و نیز ایام‌العرب بود. او را موثق‌ترین فرد در روایت شعر از کوفیان دانسته‌اند.

## وقایع دوران زندگی
مفضل در سال ۱۴۵ ق در قیامی که توسط ابراهیم بن عبد اللّه بن حسن، یکی از علویان، بر ضد خلیفه منصور عباسی صورت گرفت شرکت داشت. بعد از وفات ابراهیم و شکست قیام، توسط منصور به زندان افتاد اما خلیفه از جرم او درگذشت و از او پیمان گرفت که به تربیت فرزند خلیفه، یعنی مهدی عباسی بپردازد. مهدی عباسی که به خلافت رسید، مفضل گزیده‌ای از قصائد عربی قدیمی را برای وی فراهم آورد که بعداً به اسم «مفضلیات» مشهور شد. مفضل اهتمامی ویژه به ایام العرب و علم انساب و به خصوص شعر عربی داشت.

## شاگردان
از جمله شاگردان وی می‌توان از کسانی چون ربیبه ابن اعرابی، ابو عمر شیبانی- که از علماء کوفه بودند- و نیز از ابو زید انصاری و خلف احمر، نام برد.

## ولادت و وفات
تاریخ دقیق ولادت و وفات او معلوم نیست ولی احتمالاً وفات او در حدود سال ۱۷۰ هجری قمری بوده‌است.

## آثار
برخی از آثاری که از وی به جای مانده‌است عبارتند از: المفضلیات، کتاب الامثال، کتاب العروض، کتاب معانی الشعر، کتاب الالفاظ.